# Romang
Romang (Roma, indonez. Pulau Romang) – wyspa w Indonezji na morzu Banda w grupie wysp Barat Daya; powierzchnia 168,2 km²; długość linii brzegowej 66,5 km. 
Otoczona rafami koralowymi; powierzchnia górzysta (wys. do 747 m n.p.m.); uprawa ryżu, palmy kokosowej; rybołówstwo; główna miejscowość Hila.
Mieszkańcy wyspy posługują się dwoma lokalnymi językami: roma (we wsi Jerusu) i kisar (we wsiach Hila i Solath).